# Zahorčice (Lnáře)
Zahorčice jsou vesnice, část obce Lnáře v okrese Strakonice v Jihočeském kraji. Leží při březích Smoliveckého potoka, asi jeden kilometr severně od Lnář. V roce 2011 zde trvale žilo 86 obyvatel.

## Název
Vesnice podle dokladů z let 1227 a 1233 původně jmenovala Záhoří. Název je odvozen jako zdrobnělina ze jména Záhořie, nebo z místního označení „za horou“, anebo z osobního jména Záhora ve významu ves lidí Záhorkových. V historických pramenech se název objevuje ve tvarech: Zagoru (1227), Zagori (1233), de Zahorchzicz (1298), in Zahorziczich (1465), Zahorcziczich (1473), Zahorczicze (1542), Zahorčice (1654), Zahortschitz a Zahorcžicze (1786), Zahořitz (1840), Záhorčice (1848) a Zahorčice (1916).

## Historie

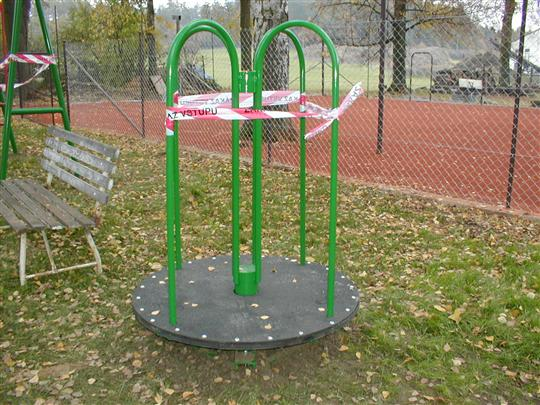
Hřiště

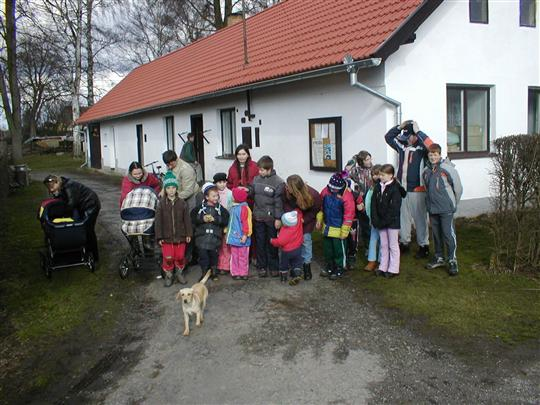
Klubovna

První písemná zmínka o vesnici pochází z roku 1227. Součástí obce Lnáře jsou trvale od počátku 17. století.
Za vesnici se nachází menší rekreační oblast Baroch, která zahrnuje dvanáct stavení. V tomto místě se dochoval i mlýn. Tato chatová oblast byla jedinou částí vesnice, která byla silně poškozena povodněmi z poloviny srpna 2002 a musela být zrekonstruována.
V Zahorčicích bylo v roce 2007 vybudováno hřiště pro děti a klubovna pro ně i dospělé. Na obě stavby přispěla obec Lnáře 90 000 korunami a Ministerstvo pro místní rozvoj přidalo 210 000 korun.

## Přírodní poměry
Severně od vesnice se nachází přírodní památka Pastvina u Zahorčic s výskytem vzácných druhů rostlin.

## Obyvatelstvo
| Rok            | 1869 | 1880 | 1890 | 1900 | 1910 | 1921 | 1930 | 1950 | 1961 | 1970 | 1980 | 1991 | 2001 | 2011 | 2021 |
| -------------- | ---- | ---- | ---- | ---- | ---- | ---- | ---- | ---- | ---- | ---- | ---- | ---- | ---- | ---- | ---- |
| Počet obyvatel | 202  | 217  | 206  | 187  | 190  | 191  | 172  | 126  | 135  | 120  | 88   | 90   | 91   | 86   | 80   |
| Počet domů     | 32   | 34   | 36   | 37   | 35   | 35   | 35   | 35   | 32   | 29   | 25   | 34   | 36   | 36   | 39   |

## Obecní správa
Při sčítání lidu v letech 1850–1884 Zahorčice byly osadou obce Tchořovice v okrese Blatná. V letech 1885–1963 byly samostatnou obcí v okrese Blatná. Od roku 1964 jsou částí obce Lnáře v okrese Strakonice.

## Pamětihodnosti
Na návsi stojí kaple postavená asi před rokem 1620, v jejíž blízkosti se nachází pomník padlým občanům v první a druhé světové válce z léta roku 1935.
Severozápadně od vesnice se na levém břehu Smoliveckého potoka nachází památkově chráněné rýžoviště zlata z vrcholného středověku až raného novověku. Má podobu třicet a padeseát metrů širokého pásma několika skupin sejpů, jejichž výška nepřesahuje jeden metr.